# Misery Islands
Misery Islands (deutsch Elendsinseln, offiziell Misery Island Reservation) ist der Name eines 87 Acres (35,2 ha) großen Naturschutzgebiets in Salem im Bundesstaat Massachusetts der Vereinigten Staaten. Es wird von der Organisation The Trustees of Reservations verwaltet.

## Geschichte
Auf der größeren der beiden Inseln betrieben von 1673 bis zu Beginn des 20. Jahrhunderts verschiedene Familien Landwirtschaft. Der bekannteste unter den Farmern war Daniel Neville, der als “Lord of the Isles” (deutsch Herrscher der Inseln) bezeichnet wurde; je nach Quelle aufgrund seines umfangreichen Landbesitzes oder aufgrund seiner Gastfreundschaft. Neville kaufte die Insel im Jahr 1849, und seine Familie hielt sie im Besitz, bis sie Annie Neville im Jahr 1900 für den damals unvorstellbar hohen Preis von 60.000 US-Dollar (heute ca. 2.000.000 Dollar) verkaufte.
Noch im selben Jahr wurden die Inseln an eine Investorengruppe weiterverkauft, die sich selbst als das Misery-Islands-Syndikat bezeichnete und die größere Insel in einen exklusiven Sommerausflugsort namens Misery Island Club für wohlhabende Bürger aus Boston und der Region North Shore umwandelte. Dazu errichtete sie einen Pier, ein Zollhaus, einen Salzwasserpool, ein Badehaus, einen Wasserturm und mehrere Gästehäuser. Für Freizeitbetätigungen der Gäste wurden ein Tennisplatz sowie ein 9-Loch-Golfkurs und ein Clubhaus gebaut.
Nur ein Jahr nach seiner Eröffnung geriet der Club in finanzielle Schieflage und schuldete Vertragspartnern und der Stadt Salem Geld. Diese ergriff daraufhin von den Inseln Besitz und versteigerte sie 1904 meistbietend an eine zweite Investorengruppe namens Misery Island Trust. Diese verkaufte 1 Acres (0,4 ha) große Parzellen an Privatpersonen, bekam jedoch 1917 ebenfalls finanzielle Schwierigkeiten und verkaufte beide Inseln an eine weitere Investorengruppe. Auch alle weiteren geschäftlichen Aktivitäten auf den Inseln schlugen fehl, wenngleich im Sommer dort nahezu 100 Personen in 26 Gebäuden lebten.
1926 verlor ein Einwohner der Insel die Kontrolle über ein von ihm zur Entfernung von Unkraut gelegtes Feuer, das sich anschließend über die gesamte Insel ausbreitete und neben dem Wasserturm auch viele der Wohnhäuser zerstörte. In der Folge wurde die Insel nicht mehr als Ziel für Sommerausflüge genutzt und die noch erhaltenen Gebäude waren dem Verfall preisgegeben. Heute existiert noch ein einziges Wohnhaus, das in den 1920er Jahren nach Marblehead umgesetzt worden war und damit dem Verfall entging.
1935 bat die in Beverly ansässige Coastal Oils Terminal Company die Stadt Salem um die Erlaubnis, auf den Inseln Öltanks mit einem Fassungsvermögen von 12 Millionen Gallonen (ca. 54,5 Mio. Liter) errichten zu dürfen. Vor dem Hintergrund intensiver Proteste der Anwohner wurde dieses Ersuchen jedoch abgewiesen.
Um die Inseln vor industrieller Nutzung zu schützen, gründeten die umliegenden Städte von Marblehead bis Manchester-by-the-Sea noch im selben Jahr die North Shore Association und sammelten Gelder, um die Inseln – bis auf 15 Privatgrundstücke auf Great Misery Island – aufzukaufen. Gegen Ende des Jahres übergaben sie die Inselgruppe an die Trustees of Reservations, um sie dauerhaft zu schützen. Diese konnten im Laufe der Jahre auch die restlichen Grundstücke erwerben; der Kauf der letzten 3 Acres (1,2 ha) erfolgte 1997.

## Schutzgebiet
Das Schutzgebiet besteht aus den beiden namensgebenden Inseln Great (42° 32′ 55″ N, 70° 47′ 53″ W) und Little Misery Island (42° 32′ 40″ N, 70° 47′ 53″ W), die 83 Acres (33,6 ha) bzw. 4 Acres (1,6 ha) groß sind. Von den Inseln besteht ein guter Überblick über die Region North Shore und den Salem Sound. Für Besucher stehen 2,5 mi (4 km) Wanderwege zur Verfügung.
An der Küste der kleineren Insel sind die Überreste des Dampfschiffs The City of Rockland zu sehen, das vor vielen Jahren vor der Küste von Maine kenterte.